# サラ＝レオニー・シジク

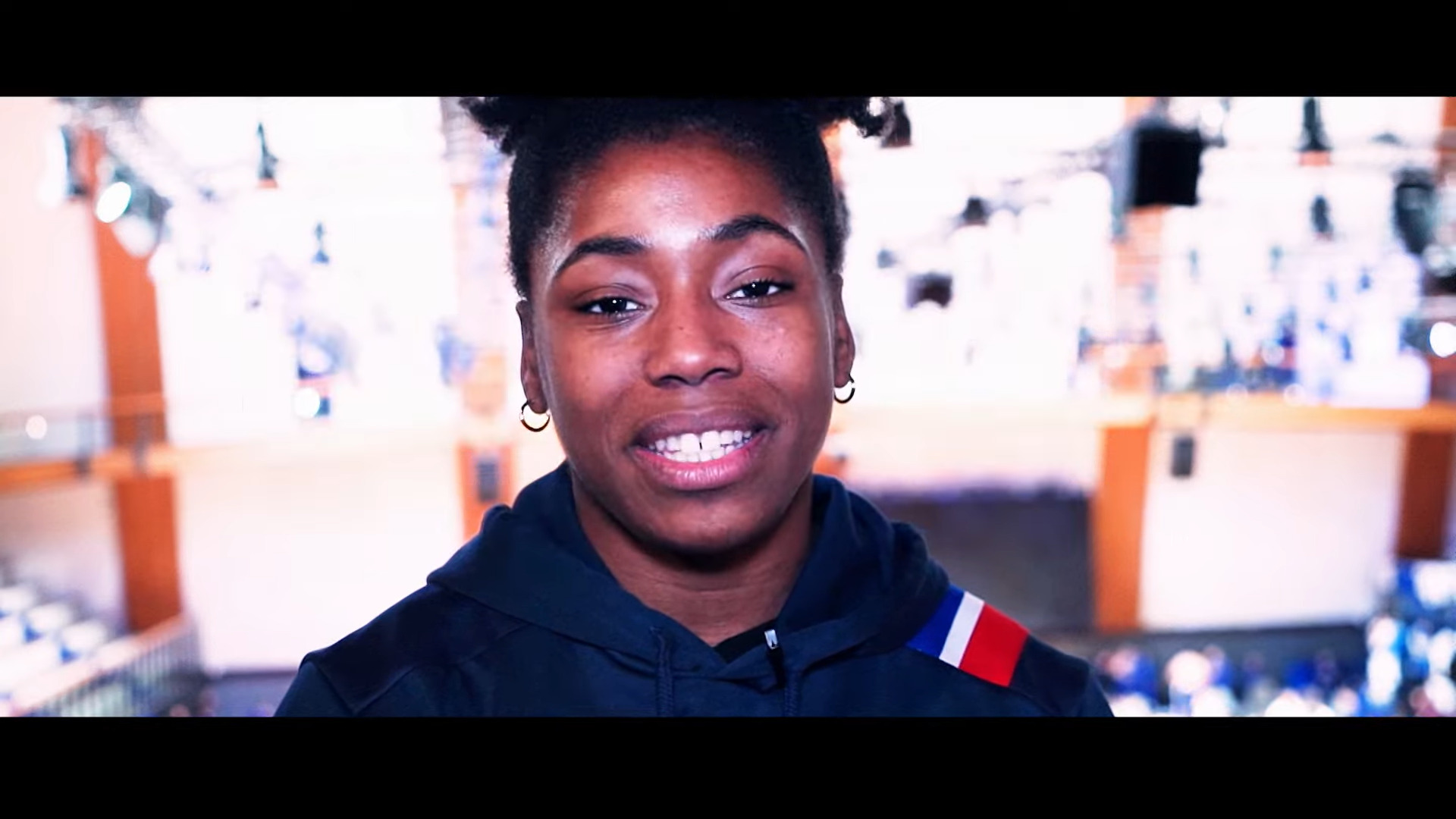

サラ＝レオニー・シジク（Sarah-Léonie Cysique　1998年7月6日- ）は57kg級に出場するフランスの柔道選手。 パリ近郊のサルセルで、フランスの海外県グアドループにルーツを持つ家庭に生まれた。

## 経歴
2017年のヨーロッパジュニア57kg級で3位になった。2018年のヨーロッパジュニアで優勝するが、世界ジュニアでは準決勝で富沢佳奈を技ありで破るも、決勝で舟久保遥香に合技で敗れて2位だった。2019年のグランドスラム・デュッセルドルフでは3位になった。世界選手権では準々決勝でカナダの出口クリスタに逆転負けを喫すると、その後の3位決定戦でもリオデジャネイロオリンピック金メダリストであるブラジルのラファエラ・シルバに技ありで敗れて5位にとどまった。世界団体では決勝の日本戦で前年の世界チャンピオンである芳田司を開始早々の大外刈で破るも、チームは敗れて2位だった。グランドスラム・アブダビでは決勝で北朝鮮のキム・ジナに敗れて2位だった。2021年のワールドマスターズでは決勝で芳田に寝技で敗れた。7月に日本武道館で開催された東京オリンピックでは準決勝で世界チャンピオンであるカナダのジェシカ・クリムカイトに反則勝ちするも、決勝ではコソボのノラ・ジャコヴァにダイビングによる反則負けを喫して2位だった。東京オリンピック混合団体では決勝の日本戦で芳田を技ありで破ると、チームも優勝を果たした。2022年の世界選手権では2回戦でウクライナのダリア・ビロディドに敗れるも、世界団体では2位となった。2023年の世界選手権では7位だった。続く世界団体では決勝の日本戦で舟久保に技ありを先取しながら横四方固で逆転負けすると、代表戦でマルゴー・ピノが新添左季に反則負けを喫したためチームは2位だった。2024年に地元で開催されたパリオリンピックでは準々決勝で舟久保を開始早々の小外刈で破るも、準決勝で出口に反則負けを喫して3位だった。パリオリンピック混合団体では決勝の日本戦で2階級下の金メダリストである角田夏実に巴投げで敗れるが、チームは優勝した。2025年の世界選手権では準決勝で玉置桃に反則負けを喫して3位だった。
IJF世界ランキングは3796ポイント獲得で10位(25/6/2現在)。

## 主な戦績
- 2017年 - ヨーロッパジュニア　3位
- 2018年 - グランプリ・チュニス　3位
- 2018年 - グランドスラム・デュッセルドルフ　3位
- 2018年 - ヨーロッパ選手権　5位
- 2018年 - ヨーロッパジュニア　優勝
- 2018年 - 世界ジュニア　2位
- 2019年 - グランドスラム・デュッセルドルフ　3位
- 2019年 - 世界選手権　5位
- 2019年 - 世界団体　2位
- 2019年 - グランドスラム・ブラジリア　5位
- 2019年 - グランドスラム・アブダビ　2位
- 2019年 - ワールドマスターズ　7位
- 2020年 -　グランドスラム・パリ　5位
- 2020年 -　グランドスラム・デュッセルドルフ　2位
- 2020年 - ヨーロッパ選手権　3位
- 2021年 -　ワールドマスターズ　2位
- 2021年 -　グランドスラム・テルアビブ　2位
- 2021年 -　ヨーロッパ選手権 3位
- 2021年 -　東京オリンピック　2位
- 2021年 -　東京オリンピック混合団体　優勝
- 2022年 -　グランドスラム・パリ　3位
- 2022年 -　グランドスラム・アンタルヤ　2位
- 2022年 -　ヨーロッパ選手権　2位
- 2022年 -　世界団体　2位
- 2022年 -　ワールドマスターズ　2位
- 2023年 -　世界選手権　7位
- 2023年 -　世界団体　2位
- 2023年 -　グランドスラム・アスタナ　優勝
- 2023年 -　ワールドマスターズ　2位
- 2023年 -　ヨーロッパ選手権　3位
- 2024年 -　グランドスラム・パリ　3位
- 2024年 - グランドスラム・ドゥシャンベ　2位
- 2024年 - グランドスラム・アスタナ　3位
- 2024年 - パリオリンピック　3位
- 2024年 -  パリオリンピック混合団体 優勝
- 2025年 -　グランドスラム・ドゥシャンベ　優勝
- 2025年 - 世界選手権　3位

(出典、JudoInside.com)